# 灰喙鱸
灰喙鱸，為輻鰭魚綱鱸形目鱸亞目鮨科的其中一種，被IUCN列為瀕危保育類動物，分布於東大西洋區，包括加那利群島、亞速群島、馬德拉群島、維德角群島等海域，棲息深度可達200公尺，體長可達80公分，棲息在岩石底質海域，為底棲性魚類，屬肉食性，生活習性不明，可做為食用魚。